# Anne Oskarsson
Anne Oskarsson (Borgholm, 10 de setembro de 1946) é uma política sueca do partidos dos Democratas Suecos (SD) e membro do Riksdag desde 2018.
Oskarsson formou-se com um mestrado em engenharia científica e trabalhou como engenheira civil, tornando-a num dos cinco deputados democratas suecos com formação em engenharia eleitos para o parlamento em 2018. Oskarsson é uma vereadora municipal em Borgholm e actua como líder do grupo SD em Borgholm. Ela actualmente representa o distrito eleitoral do Condado de Kalmar e ocupa a cadeira n.º 60 no Riksdag.